# Doshu
Doshu (道主 / どうしゅ / Dōshu) palabra compuesta japonesa que traducida literalmente significa Líder del camino. Es el título honorífico y hereditario para denotar el presidente del Aikikai, la organización internacional de Aikidō. Similar al título generalizadamente extendido Sōke utilizado en otras artes marciales que adhieren al sistema tradicional Iemoto.
Mientras que el término potencialmente podría ser usado también por otras disciplinas, en Japón su significado más común es específico de la fundación Aikikai.
También dentro del Aikikai al próximo sucesor en el liderazgo se lo refiere como "Waka (若, joven o en formación) Sensei".

## Aikido
- Primer Dōshu: El Fundador (開祖 / Kaiso) Morihei Ueshiba (植芝 盛平) quien originó el Aikido, que vivió entre 1883-1969. Aunque, en su caso, se lo refiere generalmente como Ō-sensei (大先生 Gran Maestro).

- Segundo Dōshu (二代道主): Kisshomaru Ueshiba, asumió como líder a partir de 1969 (al morir su padre), vivió entre 1921–1999.

- Tercer Dōshu (三代道主): Moriteru Ueshiba, es el actual Dōshu, quien asumió el título en 1999. Nacido en 1951, es el nieto del fundador.

- Waka Sensei: Mitsuteru Ueshiba, nacido en 1980. Se espera que Mitsuteru suceda a su padre[2] como próximo Dōshu.

## Geografía
En menor medida, también puede referirse Doshū (nihongo: |土州) a la ex-provincia japonesa de Tosa (nihongo: 土佐国 / Tosa no kuni), cuya área actualmente es la prefectura de Kōchi en la región de Shikoku (四国地方 / Shikoku Chihō).